# جيم هايمز
جيم هايمز هو مسؤول تنفيذي ‏ وسياسي أمريكي، ولد في 5 يوليو 1966 في ليما في بيرو. نشط حزبياً في الحزب الديمقراطي. هو عضو في مجلس النواب الأمريكي وهو العضو الأعلى في لجنة الاستخبارات التابعة للمجلس.

## مناصب
- في انتخابات مجلس النواب الأمريكي 2018 [الإنجليزية]‏، انتخب عضو مجلس النواب الأمريكي عن دائرة Connecticut's 4th congressional district [الإنجليزية]‏ وقد انضم خلال فترته النيابية [الإنجليزية]‏ (2019 – 2021) للكتلة البرلمانية الحزب الديمقراطي.
- في انتخابات مجلس النواب الأمريكي 2008 [الإنجليزية]‏، انتخب عضو مجلس النواب الأمريكي عن دائرة Connecticut's 4th congressional district [الإنجليزية]‏ وقد انضم خلال فترته النيابية [الإنجليزية]‏ (6 يناير 2009 – 3 يناير 2011) للكتلة البرلمانية الحزب الديمقراطي.
- في انتخابات مجلس النواب الأمريكي 2010 [الإنجليزية]‏، انتخب عضو مجلس النواب الأمريكي عن دائرة Connecticut's 4th congressional district [الإنجليزية]‏ وقد انضم خلال فترته النيابية [الإنجليزية]‏ (5 يناير 2011 – 3 يناير 2013) للكتلة البرلمانية الحزب الديمقراطي.
- في انتخابات مجلس النواب الأمريكي 2012، انتخب عضو مجلس النواب الأمريكي عن دائرة Connecticut's 4th congressional district [الإنجليزية]‏ وقد انضم خلال فترته النيابية (3 يناير 2013 – 3 يناير 2015) للكتلة البرلمانية الحزب الديمقراطي.
- في انتخابات مجلس النواب الأمريكي 2014 [الإنجليزية]‏، انتخب عضو مجلس النواب الأمريكي عن دائرة Connecticut's 4th congressional district [الإنجليزية]‏ وقد انضم خلال فترته النيابية [الإنجليزية]‏ (6 يناير 2015 – 3 يناير 2017) للكتلة البرلمانية الحزب الديمقراطي.
- في انتخابات مجلس النواب الأمريكي 2016، انتخب عضو مجلس النواب الأمريكي عن دائرة Connecticut's 4th congressional district [الإنجليزية]‏ وقد انضم خلال فترته النيابية [الإنجليزية]‏ (3 يناير 2017 – 3 يناير 2019) للكتلة البرلمانية الحزب الديمقراطي.
- انتخب رئيس مجلس الإدارة (2003 – 2006).
- انتخب عضو مجلس النواب الأمريكي عن دائرة Connecticut's 4th congressional district [الإنجليزية]‏ (3 يناير 2009 – ).

## وصلات خارجية
- الموقع الرسمي